# Městský fotbalový stadion Miroslava Valenty

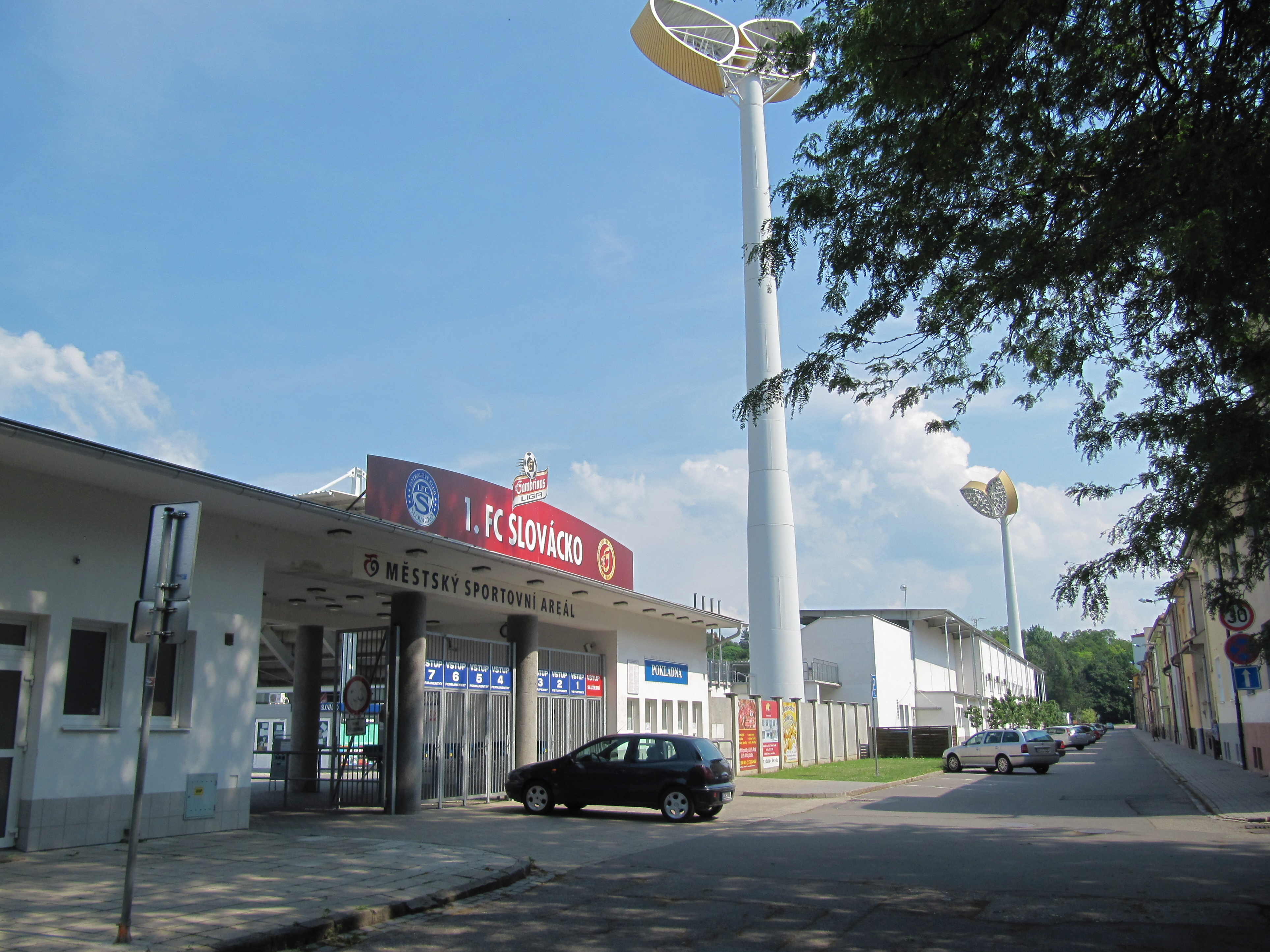
Der Eingangsbereich des Městský fotbalový stadion Miroslava Valenty

Das Městský fotbalový stadion Miroslava Valenty (deutsch Städtisches Fußballstadion Miroslav Valenta) ist ein Fußballstadion in der tschechischen Stadt Uherské Hradiště (deutsch Ungarisch Hradisch). Der Fußballverein FC Slovácko trägt hier seit Oktober 2003 seine Heimspiele aus.

## Geschichte
In Uherské Hradiště entstand ein Fußballstadion in den 1920er Jahren. In den 1930er Jahren bekam der Platz eine Holztribüne, die in den 1950ern erweitert und überdacht wurde. Bis 1960 erhielt der Platz zudem eine Aschenbahn und zusätzliche Betontribünen, eine Wand mit großer Uhr und einer Anzeigetafel.
Die alte Holztribüne wurde im Jahr 1978 abgerissen; an ihrer Stelle entstand eine neue Tribüne für rund 1000 Zuschauer. Zwei Jahre später fand auf dem Platz eine Spartakiade statt.
Grundlegende Veränderungen bekam das Stadion in den 1990er Jahren. 1993 wurde die Sprecherkabine umgebaut, 1995 Sitzplätze auf der Haupttribüne montiert, die dank einer Stahlkonstruktion nun über 1150 Sitzplätze und einige Stehplätze in der obersten Reihe verfügte.
Das Hochwasser der March im Juli 1997 zerstörte die Spielfläche und weite Teile des Stadions. Von September bis November 1997 wurde die Rasenfläche erneuert und eine Rasenheizung installiert. Auch die Räume im Inneren der Tribüne wurden umgebaut. Das erste Spiel in dem erneuerten Stadion fand am 22. August 1998 statt. In der MSFL trennte sich Uherské Hradiště von Boby Brno B vor 400 Zuschauern 2:2 unentschieden. Das letzte Spiel vor dem Komplettumbau, der praktisch einem Abriss des alten Stadions glich, fand am 13. Mai 2000 statt.
Zwischen Juni 2000 und Oktober 2003 wurde ein Stadion errichtet, das den neuesten Kriterien des tschechischen Fußballverbandes entsprach und mehr als 8000 Menschen aufnehmen kann. Die Kosten beliefen sich auf 250 Millionen Kronen, davon zahlte der 1. FC Synot 18 Millionen, der tschechische Staat 102 Millionen und den Rest die Stadt Uherské Hradiště.
Die Eröffnung des städtischen Fußballstadions (Městský fotbalový stadion) fand am 12. Oktober 2003 statt. Der 1. FC Synot empfing Borussia Mönchengladbach und gewann vor 6.500 Zuschauern mit 3:2. Das erste Ligaspiel stand genau eine Woche später auf dem Programm. Die Gastgeber schlugen Sigma Olmütz mit 3:2.
Im Jahr 2009 wurde das Stadion nach dem früheren Klubmäzen Miroslav Valenta benannt.

## Länderspiele
Am 16. August 2006 bestritt die tschechische Fußballnationalmannschaft ihr erstes Länderspiel in Uherské Hradiště. Gegen Serbien verlor das Team von Karel Brückner vor 8.121 Zuschauern mit 1:3. Es war das zugleich das letzte Länderspiel von Pavel Nedvěd, der offiziell verabschiedet wurde.
- 16. August 2006:  Tschechien –  Serbien 1:3 (Freundschaftsspiel)
- 9. September 2009:  Tschechien –  San Marino 7:0 (WM-Qualifikation 2010)